# Dysphenges eichlini
Dysphenges eichlini es una especie de insecto coleóptero de la familia Chrysomelidae. Fue descrita científicamente en 2002 por Gilbert & Andrews.